# Banchory
Banchory (scots Banchry, gaélique écossais Beannchar) est une ville d'Écosse, à une trentaine de km à l'ouest d'Aberdeen.

## Situation
Le site de Banchory est un cadre de collines et de campagnes boisées près du confluent du Dee avec son principal affluent la Feugh. La ville est connue comme étant la porte d'entrée du Royal Deeside, la région très touristique qui s'étend dans le haut bassin du Dee.

## Histoire
La présence humaine est attestée par l'archéologie dès le Mésolithique. Saint Ternan, évangélisateur des Pictes, aurait fondé au Ve siècle un petit monastère sur le présent emplacement du cimetière de Banchory.
Ce n'est qu'au XIXe siècle que de simple village, Banchory commence à émerger comme bourg rural de quelque importance, favorisé en cela par le fait de disposer d'une halte sur la liaison ferroviaire Aberdeen-Ballater ouverte en 1856 par la compagnie Great North of Scotland Railway. Cette ligne sera fermée en 1966.
Banchory a profité de la forte expansion d'Aberdeen à partir de la fin du XXe siècle en attirant une population rurbaine aisée, dont beaucoup de gens travaillant à Aberdeen. Entre 2001 et 2011, la population a augmenté de plus de 15 %.